# AS Sada
El AS Sada es un equipo de fútbol de Mayotte que juega en la DHT de Mayotte, la segunda categoría de fútbol en el país.

## Historia
Fue fundado en el año 1979 en la ciudad de Sada y es uno de los dos equipos fútbol de la ciudad que han participado en la Primera División de Mayotte. El otro club es el USC Sada, aunque este último no cuenta con un historial positivo.
El club ha sido campeón de la Primera División de Mayotte en 4 ocasiones, y ha sido campeón de copa local en 2, con lo que es el club de fútbol más importante de la ciudad de Sada.

## Palmarés
- Primera División de Mayotte: 4

1992, 1996, 1998, 2004
- Copa de Mayotte: 2

1980, 1996